# Bruzeliopsis turba
Bruzeliopsis turba is een vlokreeftensoort uit de familie van de Synopiidae. De wetenschappelijke naam van de soort is voor het eerst geldig gepubliceerd in 1964 door J.L. Barnard.